# 閻光潛
閻光潛（1518年—？），字孔昭，山東兗州府東平州人，軍籍，明朝政治人物。

## 生平
嘉靖二十八年（1549年）己酉科山東鄉試第二十三名舉人。嘉靖二十九年（1550年）中式庚戌科會試第七十四名，二甲第六十二名進士。历官户部郎中，蓟鎮管粮，出任直隸永平府知府，擢升山西按察司副使。

## 家族
曾祖閻宏；祖父閻昂，義官；父閻儒，母趙氏。具庆下。兄光著。弟光含、承構。